# استنمور، نیو ساوت ولز
استنمور (به انگلیسی: Stanmore) یک حومه شهر در استرالیا است که در نیو ساوت ولز واقع شده‌است.